# Sierra Madre Wschodnia

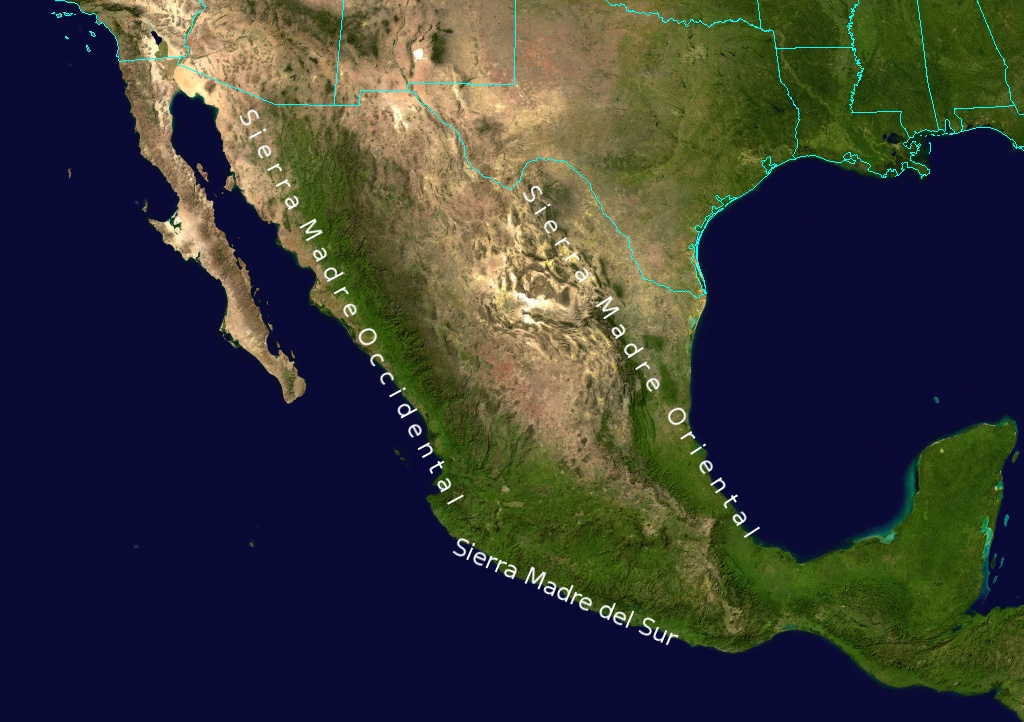
Lokalizacja pasma.

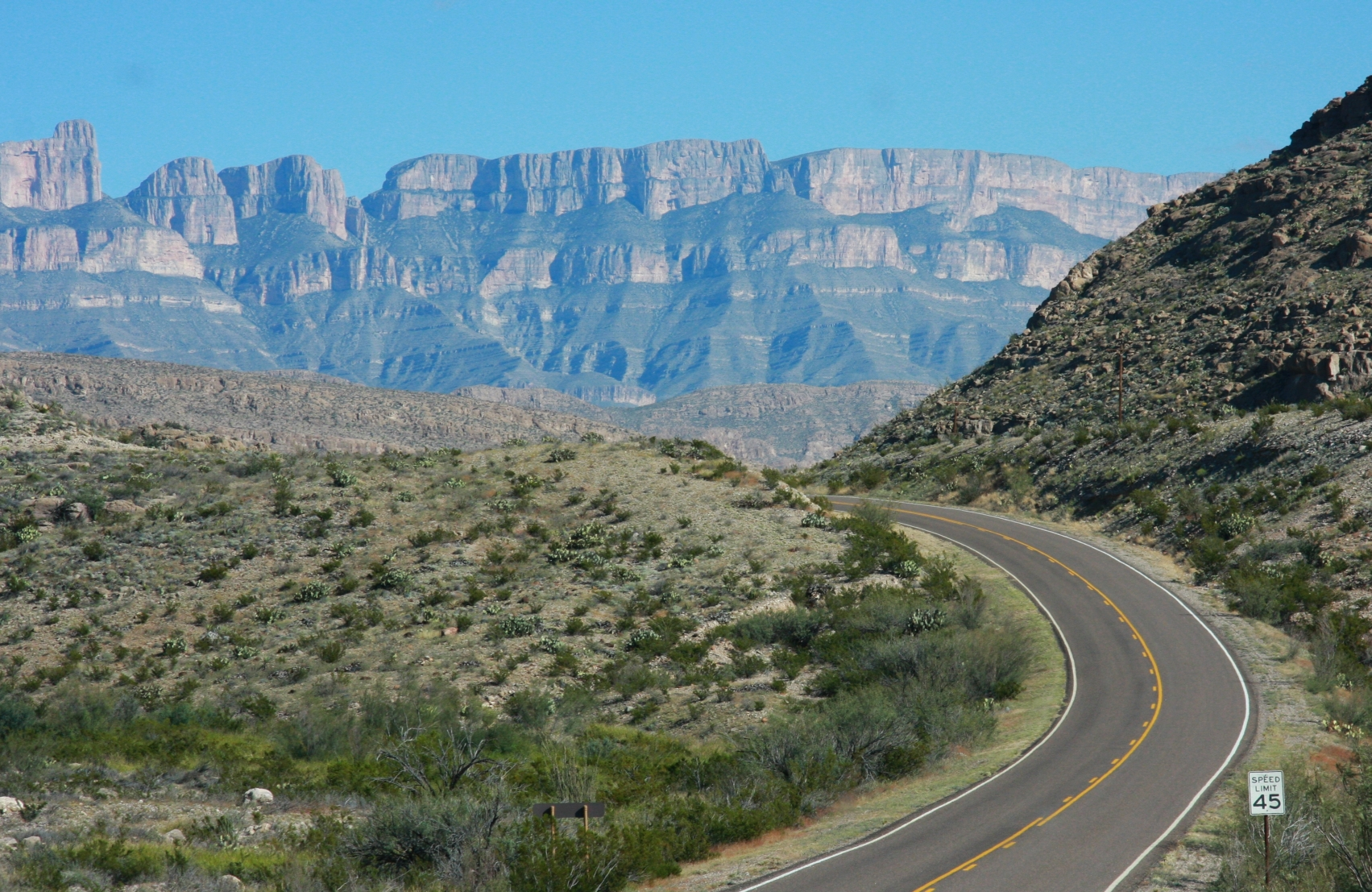
Widok na Sierra del Carmen, północny kraniec Sierra Madre Wschodniej

Sierra Madre Wschodnia (hiszp. Sierra Madre Oriental) – łańcuch górski w Kordylierach, we wschodnim Meksyku, wschodnia granica Wyżyny Meksykańskiej. Biegnie od Rio Grande na granicy pomiędzy Teksasem a Coahuilą (rejon Parku Narodowego Big Bend) do połączenia z Kordylierą Wulkaniczną w rejonie stanów Hidalgo i Tlaxcala. Góry zbudowane są głównie z łupków oraz z wapieni. Średnia wysokość nad poziomem morza jest podobna jak w Sierra Madre Zachodnia (2400–2700 m), jednak niektóre szczyty przekraczają wysokość 3650 m n.p.m. Głównymi wydobywanymi surowcami są miedź, ołów i cynk. Niektórzy autorzy taktują Sierra Madre Wschodnią jako przedłużenie Gór Skalistych przerwanych przez rzekę Rio Grande.
Długość całego łańcucha wynosi 1116 km, a maksymalna szerokość 641 km (średnia szerokość: 80–200 km). Szacunkowa powierzchnia łańcucha wynosi 297 819 km². Najwyższymi szczytami są: Cerro San Rafael (3720  m n.p.m.), Sierra de la Marta (3705  m n.p.m.) i Cerro El Morro (3700  m n.p.m.), Potosí (Cerro Potosí) 3625 m n.p.m., Peña Nevada (3480 m n.p.m.).
Główne miasta: Monterrey, Saltillo.

## Flora
Góry w dużej części porośnięte są unikalnymi lasami sosnowo – dębowymi oraz wieloma endemicznymi gatunkami roślin naczyniowych. Dominującymi gatunkami sosen są Pinus nelsonii, P. cembroides, P. pseudostrobus, i P. arizonica, natomiast z dębów dominują głównie Quercus muhlenbergii i Q. affinis.

## Fauna
W obrębie gór żyje wiele już rzadko spotykanych lub endemicznych gatunków zwierząt. W trudno dostępnych rejonach można spotać  należącego do jeleniowatych mulaka (Odocoileus hemionus), pumę (Puma concolor), Tamias dorsalis – jeden z gatunków wiewiórek należący do rodziny pręgowców, pekariowca obrożnego – najmniejszy z gatunków pekari, ostronosa białonosego z rodziny szopowatych a także jaguary i kojoty.
Endemicznymi gatunkami ptaków jest papuga meksykana kasztanowoczelna (Rhynchopsitta terrisi) oraz należąca do lasówek – lasówka duża (Vermivora crissalis).
Lasy sosnowo-dębowe w Coahuila są częścią szlaku migracji motyli monarcha (Danaus plexippus).